# 11948 Justinehénin
Justinehénin (asteróide 11948) é um asteróide da cintura principal, a 2,8434745 UA. Possui uma excentricidade de 0,1124548 e um período orbital de 2 094,5 dias (5,74 anos).
Justinehénin tem uma velocidade orbital média de 16,6403834 km/s e uma inclinação de 1,88633º.
Este asteróide foi descoberto em 18 de Agosto de 1993 por Eric Elst.